# Siergiej Skripal
Siergiej Wiktorowicz Skripal (ros. Сергей Викторович Скрипаль, ur. 23 czerwca 1951 w Królewcu) – rosyjski oficer wywiadu wojskowego, który działał jako podwójny agent brytyjskich służb wywiadowczych w latach 1990. i na początku XXI wieku. W grudniu 2004 został aresztowany przez Federalną Służbę Bezpieczeństwa Rosji (FSB), a następnie skazany za zdradę stanu na 13 lat więzienia. Osiedlił się w Wielkiej Brytanii w 2010 roku po wymianie za dziesięciu rosyjskich agentów aresztowanych w Stanach Zjednoczonych.

## Biografia
W 1972 r. ukończył szkołę inżynierii wojskowej w Królewcu z kwalifikacją sapera spadochroniarza. Następnie studiował w Moskiewskiej Akademii Inżynierii Wojskowej, po czym służył w radzieckich jednostkach powietrznodesantowych. Został włączony do wywiadu wojskowego (GRU). Na początku lat 90. wysłany jako oficer GRU do ambasady na Malcie. Z powodu cukrzycy  odesłano go z powrotem do Moskwy, gdzie rozpoczął pracę w centrali GRU i przez pewien czas był dyrektorem departamentu personalnego. Od 2001 pracował w Ministerstwie Gmin Rządu Obwodu Moskiewskiego.

## Aresztowanie i wyrok skazujący
W grudniu 2004 został aresztowany przez Federalną Służbę Bezpieczeństwa Rosji (FSB), a następnie osądzony za zdradę stanu i skazany na 13 lat więzienia o zaostrzonym rygorze w sierpniu 2006 roku. Jego prawnicy odwołali się od wyroku, który został podtrzymany przez Wojskowe Kolegium Sądu Najwyższego w dniu 30 listopada 2006. W 2010, po wymianie za dziesięciu rosyjskich agentów aresztowanych w Stanach Zjednoczonych, przeniósł się do Wielkiej Brytanii. 4 marca 2018 on i jego córka Julija Skripal zostali otruci środkiem typu nowiczok i przewiezieni do szpitala w Salisbury. W odwecie, 15 marca 2018, premier Theresa May ogłosiła wydalenie 23 rosyjskich dyplomatów.